# Abstrakt algebra
Abstrakt algebra är det område inom matematiken som behandlar algebraiska strukturer såsom grupper, ringar och kroppar. Termen "abstrakt algebra" används för att särskilja ämnesområdet från elementär algebra som lär ut reglerna för att använda algebraiska uttryck omfattande reella och komplexa tal.
Historiskt sett har algebraiska strukturer dykt upp inom olika områden i matematiken och där betecknats axiomatiskt, och först senare studerats i dess eget område abstrakt algebra. På grund av detta har abstrakt algebra många fruktbara kopplingar till alla andra grenar av matematiken.
Exempel på algebraiska strukturer med en ensam binär operator är:
- semigrupper
- monoider
- grupper
- kvasigrupper

Mer komplicerade exempel inkluderar:
- ringar och kroppar
- moduler och vektorrum
- associativa algebror och liealgebror
- gitter och boolesk algebra
- matris och linjär algebra

Alla klasser av objekt ovan, med därtill hörande begrepp om homomorfism, bildar kategorier, och kategoriteorin formaliserar ofta översättningen mellan och jämförelsen av olika algebraiska strukturer. Två generella ramverk som utvecklats för att studera algebraiska strukturer är kategoriteori och universell algebra.